# 足立慎史
足立 慎史（あだち しんじ、1970年6月26日 - ）は、東京都江戸川区出身の空手家（五段）。極真会館（松井派）城東小岩支部・千葉県北西支部の支部長。

## 略歴・人物
空手歴は31年（入門は1989年1月）。初めは城西支部吉祥寺道場であった。入門動機は「友人が極真空手を習っていた」からだと語る。
会社員を続けながら空手をしていたが、空手に専念するために退職。現役選手時代は、前蹴りで相手を近付けさせず、下突きや膝蹴りでの圧力をかける試合運びをしていた。
スポーツ新聞で「日本のフィリォ」、「フィリォと戦える日本人」と紹介された事もある。
現在は、道場師範として後進の指導に当たっている。

## 主な戦歴（松井派主催）
- 第33回全日本空手道選手権大会　第3位
- 第16回全日本ウェイト制空手道選手権大会　軽重量級　優勝
- 第18回全日本ウェイト制空手道選手権大会　重量級　　第2位
- 第20回全日本ウェイト制空手道選手権大会　重量級　　第3位